# Загорье (Гдовский район)
Загорье — деревня в Гдовском районе Псковской области России. Входит в состав Юшкинской волости Гдовского района.
Расположена в 15 км к югу от райцентра Гдова и в 5 км к юго-западу от волостного центра Юшкино, на побережье реки Куна. Западнее находится деревня Кунесть.

## Население
Численность населения деревни по оценке на 2000 год составляет 4 жителя.